# Soeuria
Soeuria is een geslacht van spinnen uit de familie lijmspuiters.

## Soorten
- Soeuria soeur Saaristo, 1997